# Coffea pseudozanguebariae
Coffea pseudozanguebariae är en måreväxtart som beskrevs av Diane Mary Bridson. Coffea pseudozanguebariae ingår i släktet Coffea och familjen måreväxter. Inga underarter finns listade i Catalogue of Life.